# La Roche-Neuville
La Roche-Neuville es una comuna nueva francesa situada en el departamento de Mayenne, de la región de Países del Loira.

## Historia
Fue creada el 1 de enero de 2019, en aplicación de una resolución del prefecto de Mayenne de 14 de noviembre de 2018 con la unión de las comunas de Loigné-sur-Mayenne y Saint Sulpice, pasando a estar el ayuntamiento en la antigua comuna de Loigné-sur-Mayenne.

## Demografía
Según los datos aportados en la resolución del prefecto de Mayenne, la comuna se crea con 1200 habitantes.

## Composición
| Comuna fusionada   | Código INSEE | Población (2016) | Superficie (km²) | Densidad (hab./km²) |
| ------------------ | ------------ | ---------------- | ---------------- | ------------------- |
| Loigné-sur-Mayenne | 53136        | 924              | 20.5             | 45                  |
| Saint-Sulpice      | 53254        | 241              | 8.17             | 29                  |